# Bright night flowers
Bright night flowers is het tweede studioalbum van de Schotse zanger-pianist-gitarist Jon Fratelli. Zijn ware naam is John Paul Lawler. Hij maakt deel uit van de band The Fratellis, die succes hadden met onder meer de luchtige singles Chelsea digger en Whistle for the choir.

## Geschiedenis
De band bestond in eerste instantie van 2005 tot 2009 en werd in 2012 nieuw leven ingeblazen. In de tussenliggende periode bracht Fratelli zijn eerste soloalbum Psycho jukebox uit en bracht hij ook een album uit met de alternatieverockband The Codeine Velvet Club. De Fratellis bestaan nog steeds en Fratelli moet zijn aandacht verdelen tussen de band en zijn soloprojecten. Daardoor zit er ook zo veel tijd tussen het eerste en tweede soloalbum.
In tegenstelling tot de vrolijke, luchtige muziek van de Fratellis, is Bright night flowers veel langzamer, ingetogener en melancholischer. De piano, gitaar, steelgitaar en viool spelen een belangrijke rol in deze muziek, waarin ook invloeden van country en jazz zijn te horen. Alle nummers van dit album zijn geschreven door Fratelli. De beide andere Fratelli's (Barry en Mince) spelen mee op dit album.

## Nummers
1. Serenade in vain – 6:34
2. Bright night flowers – 4:27
3. After a while – 4:30
4. Evangeline – 3:46
5. Rolling by – 4:28
6. Crazy lovers song – 5:45
7. Dreams don't remember your name – 4:54
8. In from the cold – 5:24
9. Somewhere – 6:31

## Muzikanten

### The Fratellis
- Jon Fratelli – gitaar, piano en zang
- Barry Fratelli – bas
- Mince Fratelli – drums en percussie

### Overige muzikanten
- Tony Hoffer – keyboard
- Will Foster – orkestratie
- Stevie Black – strijkers

## Productie
Dit album is geproduceerd door Joe Fratelli, samen met producer Stuart McCredie, die onder andere ook gewerkt heeft met Simple Minds, Belle and Sebastian en Echo and the Bunnymen. De opnamen zijn gemaakt in de Hobby Shop Recording Studios in Los Angeles. Het album is gemixt door Tony Hoffer en gemasterd door Dave Cooley. De geluidstechnicus was Cameron Lister. 
Er zijn twee singles van het album verschenen: Bright night flowers (oktober 2018) en Dreams don't remember your name (december 2018).